# Renato Carlos Martins Junior
Renato Carlos Martins Junior, más conocido como Renatinho (San Vicente, San Pablo, Brasil, 14 de mayo de 1987), es un futbolista brasileño. Juega de delantero y su equipo actual es el Club Olimpia de la Primera División de Paraguay.

## Trayectoria
Su primer club fue el Santos de su país, donde realizó las divisionales formativas, club en el que jugó desde 2005 al 2008 jugando 49 partidos y marcando 9 goles. Luego tuvo pasaje de dos temporadas en el Kawasaki Frontale de la liga japonesa entre 2008 y 2010. Allí disputó 41 partidos y cosechó 14 goles. En 2010 fue cedido a préstamo al Portimonense de Portugal, su actual equipo, donde en la temporada 2010-2011 se encuentra peleando por mantener la categoría. Actualmente es pretendido por el tricampeón de América es el club Olimpia de la primera división del fútbol paraguayo.

## Selección nacional juvenil
Ha sido internacional con la Selección brasileña Sub-20 en varias ocasiones.

## Clubes
| Club                  | País     | Año           |
| --------------------- | -------- | ------------- |
| Santos                | Brasil   | 2005-2008     |
| Kawasaki Frontale     | Japón    | 2008-2010     |
| Portimonense (Cedido) | Portugal | 2010          |
| Olimpia               | Paraguay | 2011-presente |

## Palmarés

### Campeonatos nacionales
| Título              | Club                 | País   | Año  |
| ------------------- | -------------------- | ------ | ---- |
| Campeonato Paulista | Santos Futebol Clube | Brasil | 2006 |
| Campeonato Paulista | Santos Futebol Clube | Brasil | 2007 |